# Schiedmayer
Schiedmayer ist der Name einer deutschen Instrumentenbauer-Familie, die seit 1735 als Hersteller von Tasteninstrumenten tätig ist.

## Geschichte

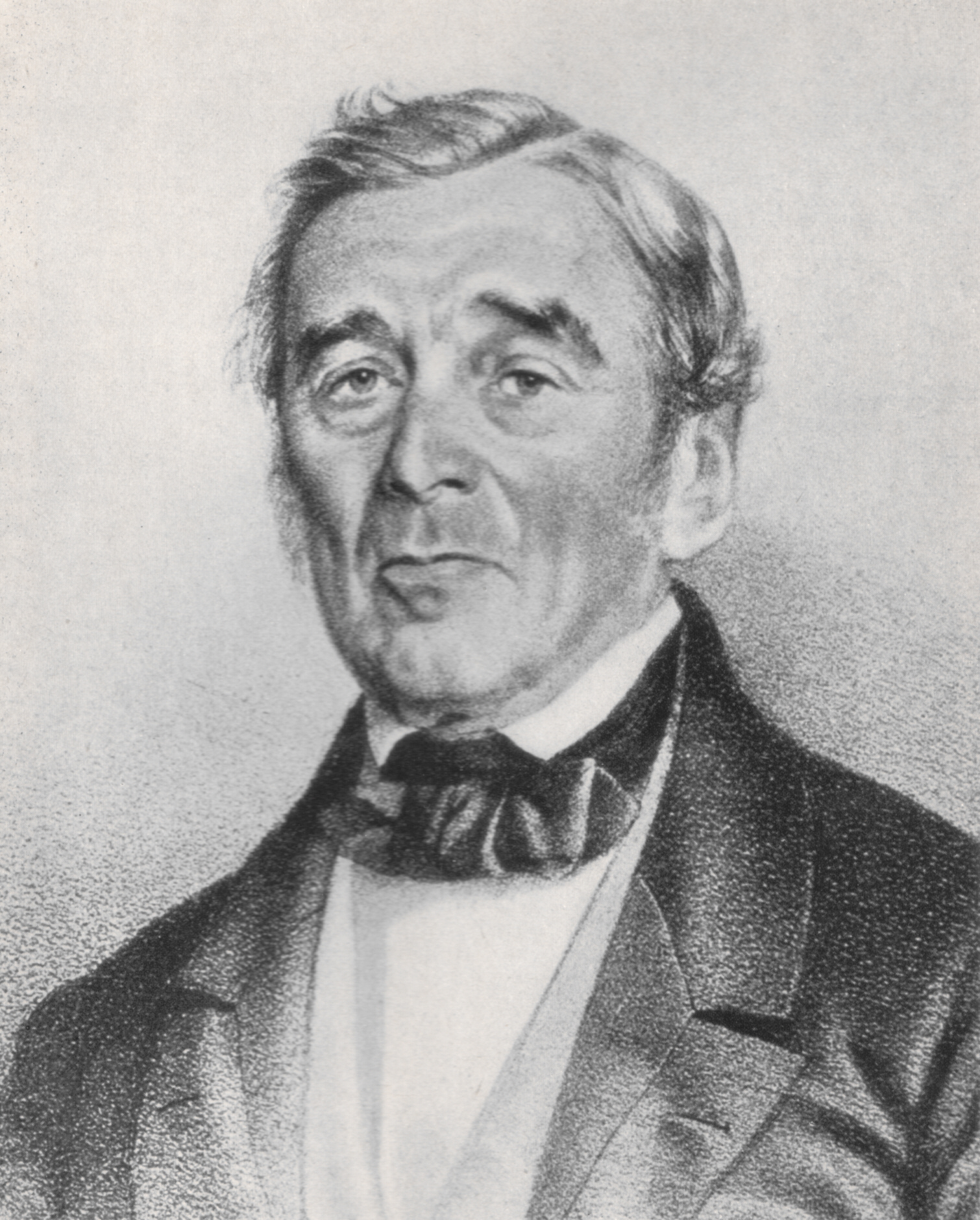
Johann Lorenz Schiedmayer

### Anfänge
Der erste Instrumentenbauer der Familie war der Orgel- und Klavierbauer Balthasar Schiedmayer (1711–1781) in Erlangen, der 1735 sein erstes Instrument fertigstellte. Drei seiner Söhne erlernten ebenfalls das Klavierbauerhandwerk:
- Johann Georg Christoph Schiedmayer (1740–1820) siedelte sich in Neustadt an der Aisch an.  Auch sein Sohn Johann Erhard Schiedmayer war Klavierbauer. Die Neustädter Klavierfabrik Schiedmayer bestand nur bis in die erste Hälfte des 19. Jahrhunderts. 1833 versuchte der Schreinermeister und Instrumentenmacher Freimann die von Johann Scheidmayer begründete Klavierherstellung fortzusetzen.[1]
- Adam Achatius Schiedmayer (1745–1817) war Klavierbauer in Erlangen. Ein Hammerflügel aus seiner Hand ist erhalten.
- Johann David Schiedmayer (1753–1805) war ebenfalls in Erlangen tätig, ab 1797 in Nürnberg. Er war einer der bekanntesten Klavierbauer seiner Zeit. Ein Clavichord, fünf Hammerklaviere und ein Tafelklavier aus seiner Werkstatt sind erhalten.

### Schiedmayer & Söhne
Dessen Sohn Johann Lorenz Schiedmayer (1786–1860) gründete 1809 zusammen mit Carl Dieudonné in Stuttgart die Firma Dieudonné & Schiedmayer. Das Unternehmen wurde bald über die Grenzen der Region bekannt. Als der Komponist Friedrich Silcher nach Stuttgart zog, wohnte er zwei Jahre lang bei Schiedmayer. Nach dem Tod Dieudonnés firmierte die Werkstatt unter Pianofortefabrik von Schiedmayer, ab 1845 nach dem Eintritt von Johann Lorenz Schiedmayers älteren Söhnen Adolf und Hermann Schiedmayer unter Schiedmayer & Söhne, Pianofortefabrik.
Die Klavierfabrik war von 1821 bis 1969 in der damaligen Neckarstraße 14–16, auf dem heutigen Gelände der Staatlichen Hochschule für Musik und Darstellende Kunst und dem Haus der Geschichte (heute Konrad-Adenauer-Straße) in Stuttgart beheimatet. 1909 fand in der Königlichen Zentrale für Gewerbe und Handel in Stuttgart, heute Haus der Wirtschaft, eine große Ausstellung zum hundertjährigen Firmenjubiläum statt. Zu den Besuchern zählten unter anderem König Wilhelm II. von Württemberg und seine Gemahlin Charlotte.
Am 10. September 1883 wurde Schiedmayer zum Königlich Württembergischen Hoflieferanten ernannt.

### J & P Schiedmayer
Johann Lorenz Schiedmayer schickte seine beiden jüngeren Söhne Julius und Paul Schiedmayer nach Paris, wo sie den Harmoniumbau erlernten und auch Victor Mustel, den späteren Erfinder der Celesta, kennenlernten. Nach ihrer Rückkehr nach Stuttgart gründeten sie 1853 die Firma J & P Schiedmayer, die bald auch Klaviere und Celesten baute. Auch ausgefallene Kombinationsinstrumente wie die Schiedmayer-Scheola (eine Mischung von Orgel, Harmonium und Celesta) und selbstspielende mechanische Instrumente gehörten zum Programm.
Das Betriebsgebäude befand sich in direkter Nachbarschaft von Schiedmayer & Soehne in der Neckarstraße 12 (heute Konrad-Adenauer-Straße). Das Unternehmen firmierte später unter Schiedmayer, Pianofortefabrik.

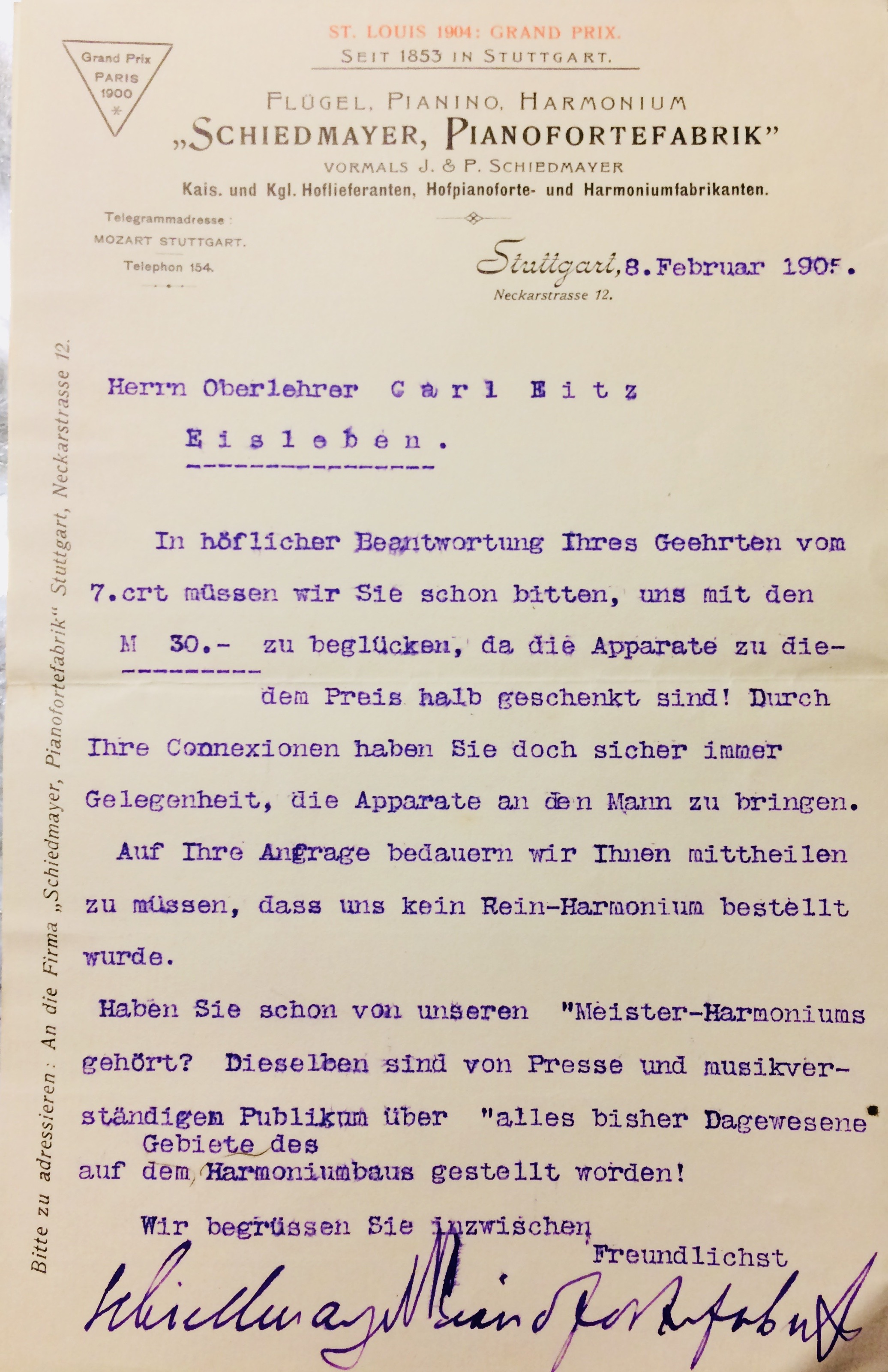
Ein Geschäftsbrief der Firma „Schiedmayer, Pianofortefabrik“ an Carl Eitz, 1905.

Der Inhaber von Schiedmayer & Soehne, Georg Schiedmayer, übernahm 1969 die Schiedmayer Pianofortefabrik, vormals J & P Schiedmayer von den damaligen Besitzern Max und Hans Schiedmayer. Die Klavierproduktion wurde 1980 eingestellt und man spezialisierte sich auf die Produktion von Celesten und Tastenglockenspielen.
Mit dem Tod von Georg Schiedmayer erbte 1992 dessen Witwe Elianne Schiedmayer die Schiedmayer & Soehne GmbH & Co. KG sowie die Schiedmayer Pianofortefabrik, vormals J & P Schiedmayer. 2008 wurde die Schiedmayer Pianofortefabrik, vormals J & P Schiedmayer von Elianne Schiedmayer beim Handelsregister Stuttgart gelöscht.

### Schiedmayer Celesta GmbH
Elianne Schiedmayer gründete 1995 die Schiedmayer Celesta GmbH (vormals Schiedmayer Celestabau GmbH). Diese ist seit 2000 in Wendlingen am Neckar nahe Stuttgart ansässig. Schiedmayer-Celesten und -Tastaturglockenspiele werden unter anderem in Opern- und Konzerthäusern weltweit eingesetzt. Auf einer Celesta von Schiedmayer wurde in den Abbey-Road-Studios die Harry-Potter-Melodie eingespielt.
Nach eigenen Angaben ist Schiedmayer heute „weltweit der einzige Hersteller der Celesta nach den Vorgaben des Erfinders“.

### Müller-Schiedmayer
Die Fabrik Müller-Schiedmayer wurde 1874 in Würzburg von dem Sohn einer Tochter Johann Lorenz Schiedmayers gegründet, der bei J & P Schiedmayer, Schiedmayer & Soehne sowie bei Steinway & Sons in New York sein Handwerk erlernt hatte. 1968 wurde der Geschäftsbetrieb eingestellt. Letzter Träger des Namens war Erwin Müller-Schiedmayer.

## Instrumente

### Aktuelle Produkte

#### Schiedmayer Celesta GmbH
- Celesta 5½ Oktaven – Modell Studio
- Celesta 5½ Oktaven – Modell Compact
- Celesta 5 Oktaven
- Einbau-Celesta für Kirchenorgeln

### Historische Instrumente
Eine große Sammlung von Schiedmayer-Instrumenten findet sich in der Musikinstrumentensammlung des Landesmuseums Württemberg in Stuttgart.
Einige Schiedmayer-Instrumente befinden sich in der Musikhistorischen Sammlung Jehle im Stauffenberg-Schloss in Albstadt-Lautlingen.
1914 baute Schiedmayer nach den Plänen von Arthur von Oettingen ein enharmonisches Orthotonophonium mit 72 Tonstufen pro Oktave, mit dem in allen Tonarten reine Intervalle gespielt werden können.

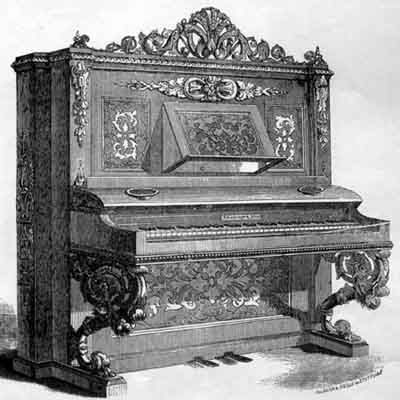
Klavier der Fa. Schiedmayer & Söhne, ausgestellt bei der Londoner Weltausstellung 1851
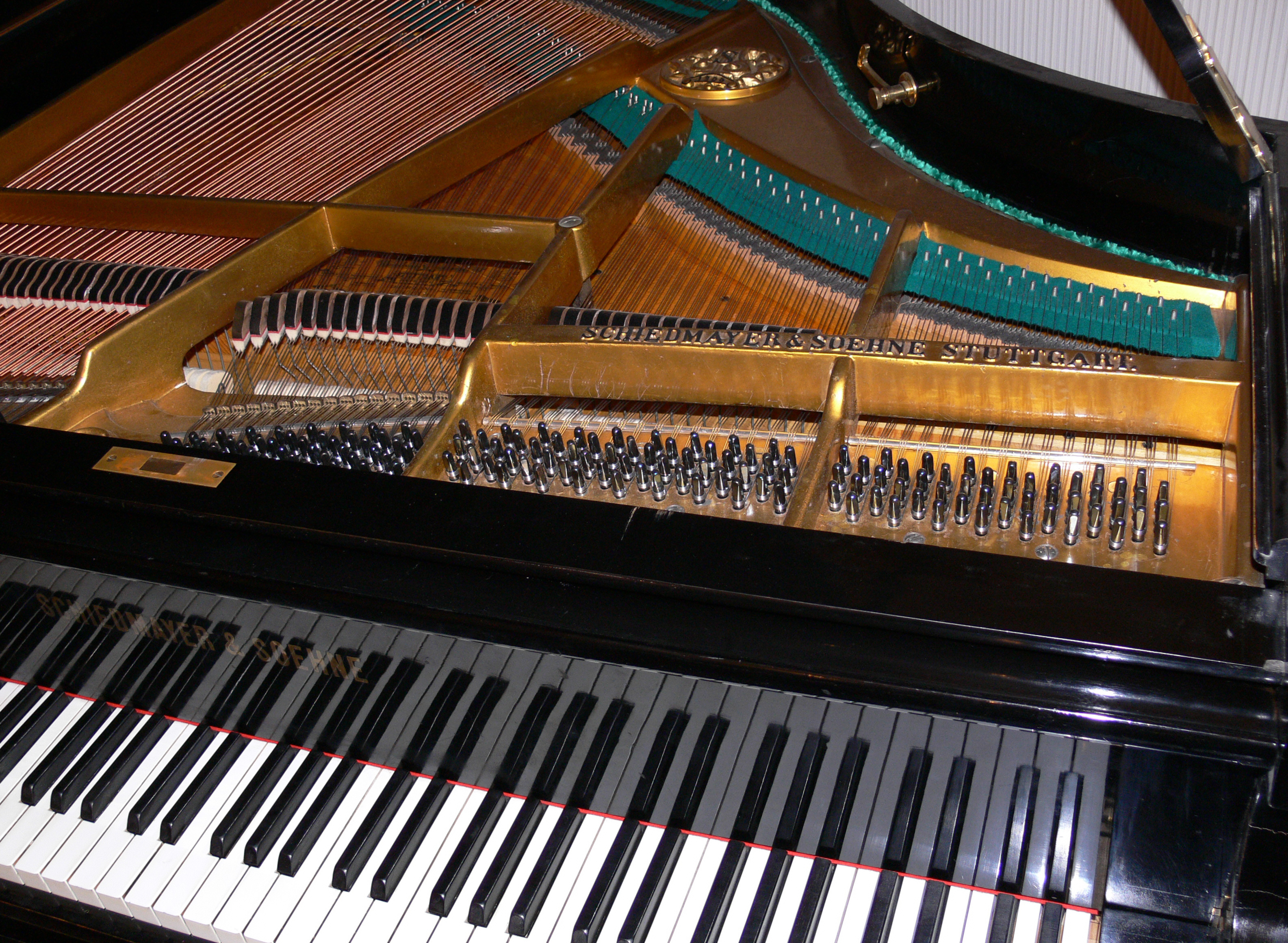
Flügel, Schiedmayer & Söhne Modell 20, 1926–1930
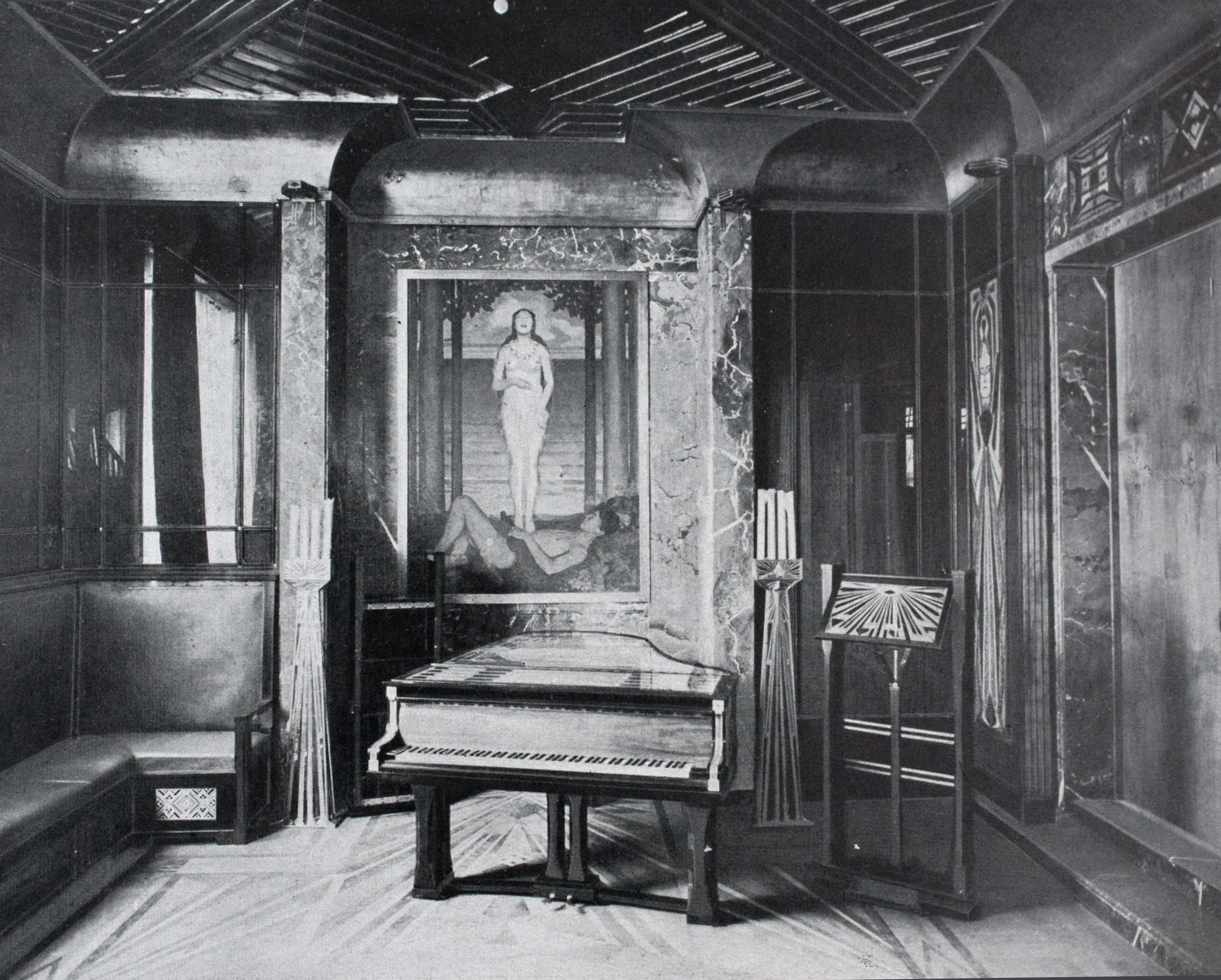
Musikzimmer im Haus Behrens Darmstadt Mathildenhöhe,  Flügel Schiedmayer Pianofortefabrik Stuttgart Gefertigt 1901
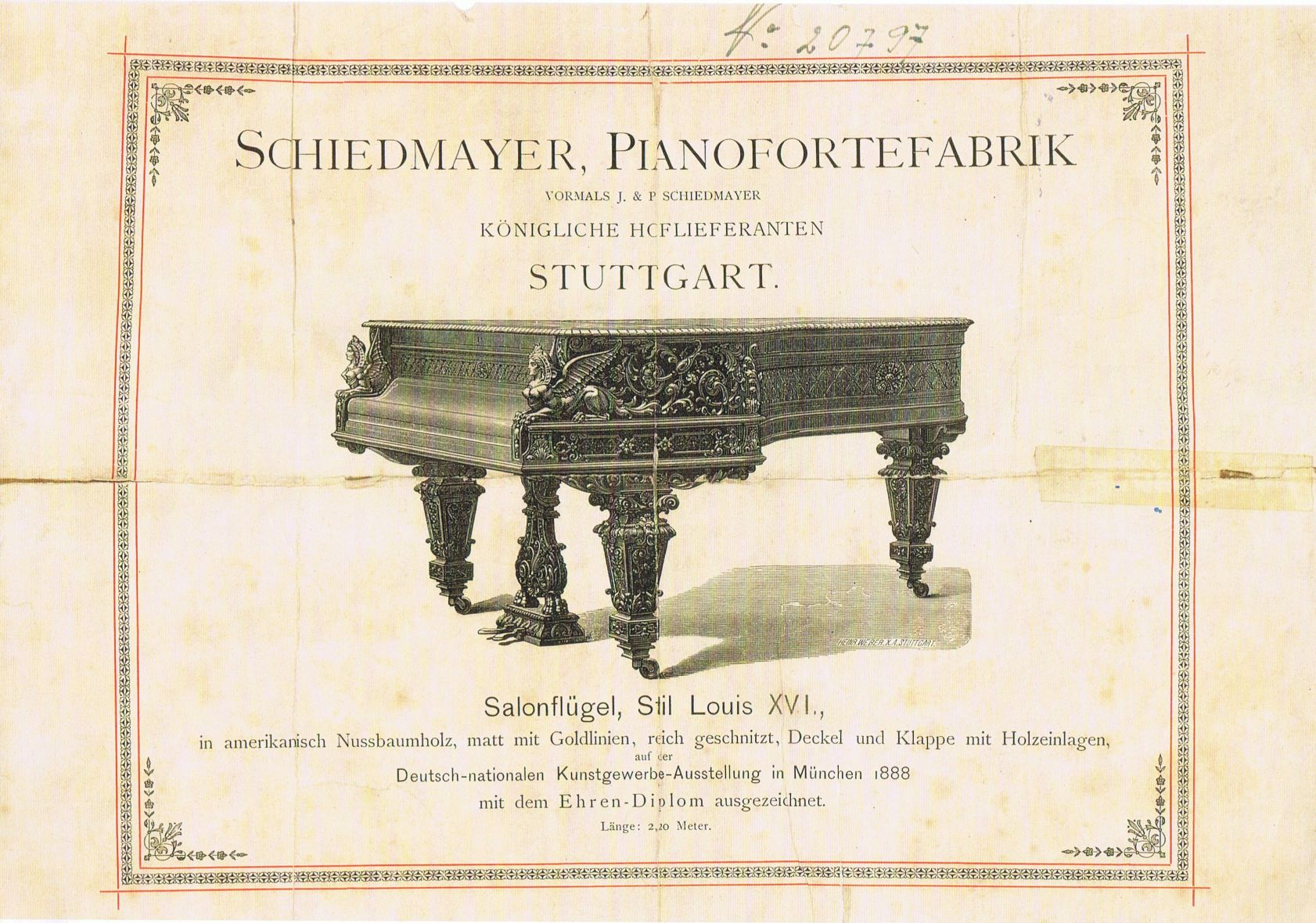
Werbung der Schiedmayer Pianofortefabrik Salonflügel Stil Louis XVI
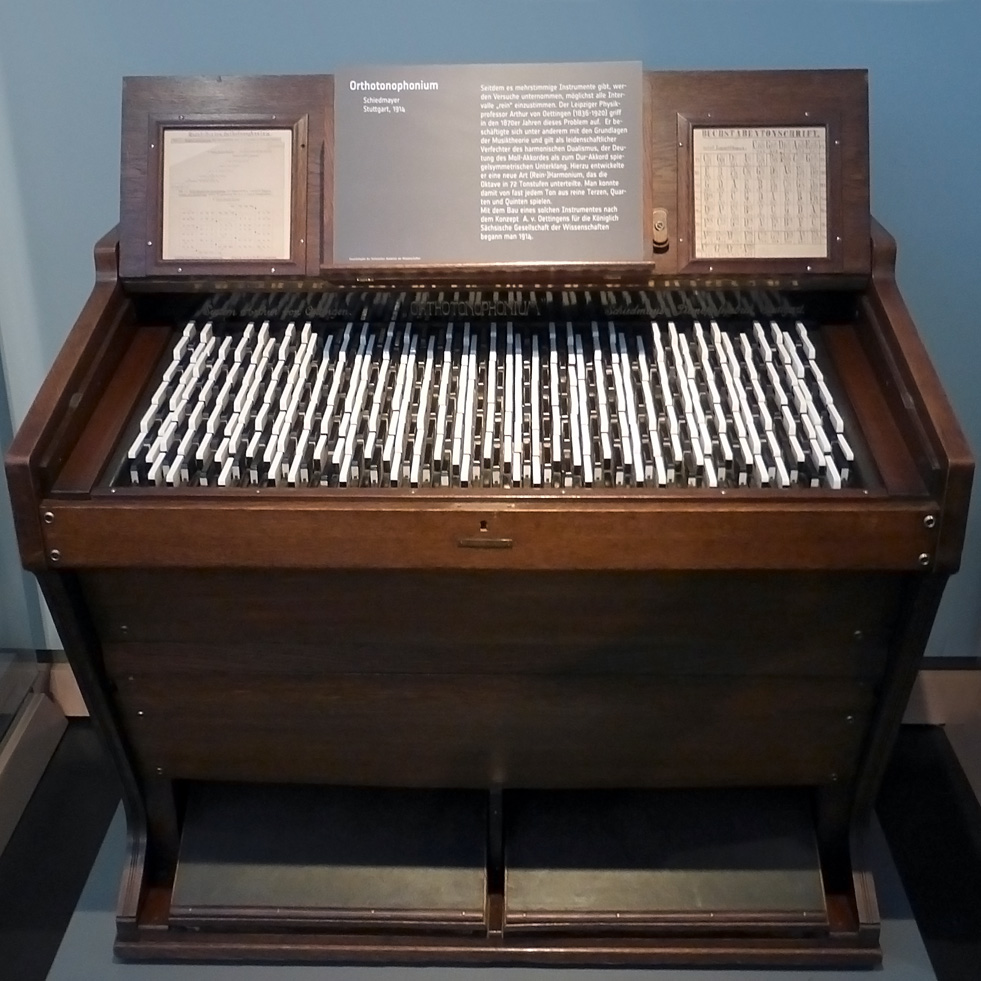
Orthotonophonium mit 72 Tonstufen pro Oktave
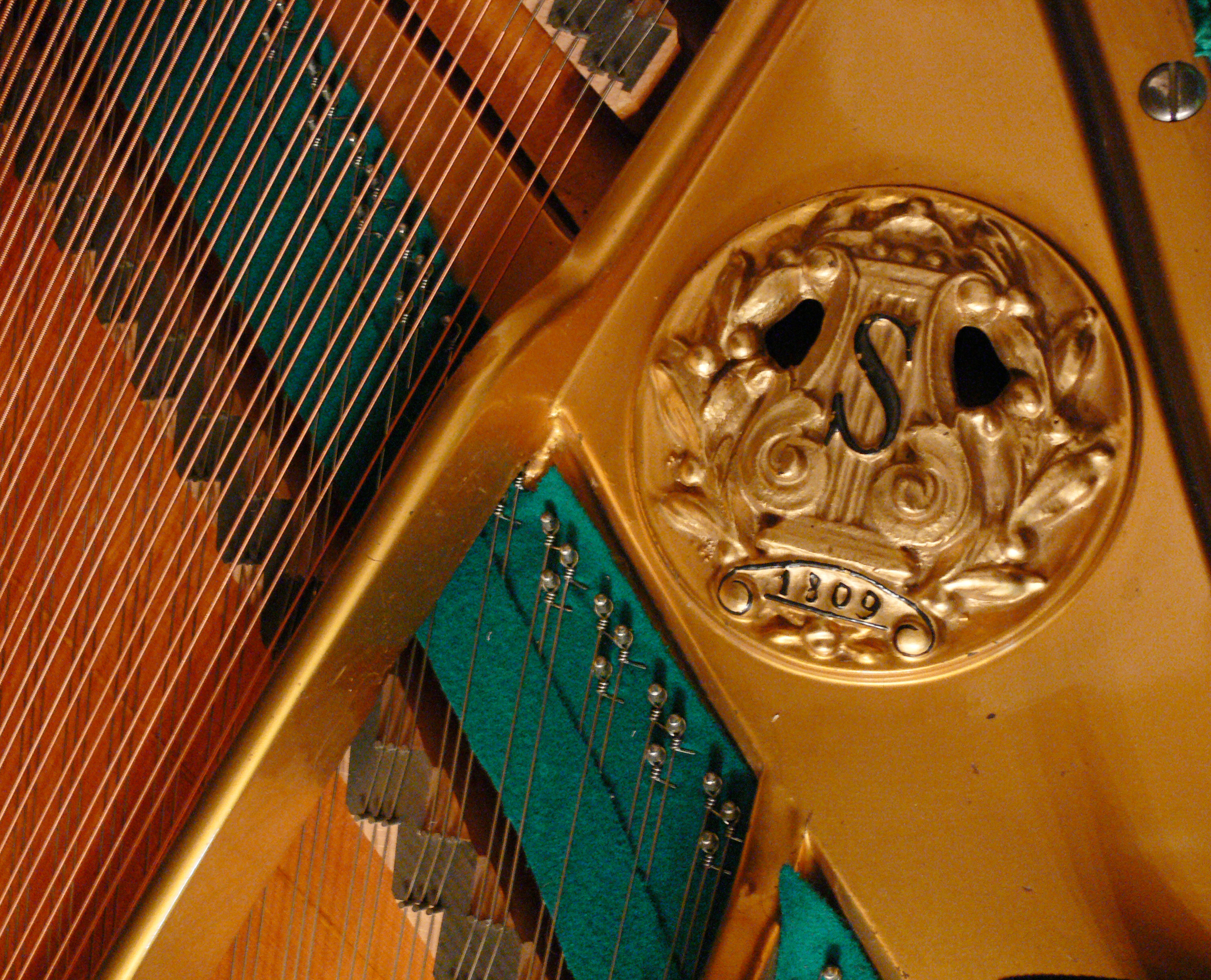
Signet der Fa. Schiedmayer & Söhne auf der Gussplatte eines Flügels

### Schiedmayer-Instrumente in literarischen Darstellungen (Auswahl)
- Éric-Emmanuel Schmitt: Madame Pylinska et le secret de Chopin. Albin Michel, Paris 2018.

## Film
- Gerd Ries: Die Prinzessin der Instrumente. In: SWR. – made in Südwest vom 27. März 2019 (YouTube)